# Paul Alexandre Détrie
Paul Alexandre Détrie (Faverney, Alto Saona, Francia, 16 de agosto de 1828 – París, 5 de septiembre de 1899) fue un general francés.
Venció en la batalla de Cerro del Borrego, uno de los enfrentamientos más importantes, junto a la de Camarón, en la segunda intervención francesa en México, efectuada durante el Segundo Imperio francés, que puso fin a la campaña de 1862.
Ingresó como voluntario en el 24.º Regimiento de infantería ligera en 1847, y en 1853 alcanzó el grado de subteniente y fue con su regimiento a Argelia. En 1855 ascendió a teniente, durante la Campaña de Italia.
En 1862 partió a México. Fue nombrado capitán en mayo de ese mismo año, tras la batalla de Barranca Seca.